# Автошлях E371
Автошлях E371 — автомобільний європейський автомобільний маршрут категорії Б, що проходить по території Польщі, Словаччини та з'єднує міста Радом і Пряшів.

## Маршрут
Весь шлях проходить через такі міста:
- - E77 Радом
  - Островець-Свентокшиський
  - Тарнобжег
  - Ряшів
  - Барвінок
- - E45 Пряшів
  - Вишній Комарник
  - Свидник
  - E50 Ґіралтовце